# Андрюковское сельское поселение
Андрюковское сельское поселение — муниципальное образование в составе Мостовского района Краснодарского края России.
В рамках административно-территориального устройства Краснодарского края ему соответствует Андрюковский сельский округ.
Административный центр — станица Андрюки.

## Население
| 2010  | 2012  | 2013  | 2014  | 2015  | 2016  | 2017  |
| ----- | ----- | ----- | ----- | ----- | ----- | ----- |
| 4132  | ↘4130 | ↘4109 | ↗4129 | ↘4104 | ↘4096 | ↘4088 |
| 2018  | 2019  | 2020  | 2021  | 2023  |       |       |
| ↘4086 | ↘4053 | ↘4029 | ↗4079 | ↗4089 |       |       |

## Населённые пункты
В состав сельского поселения (сельского округа) входят 2 населённых пункта:
| № | Населённый пункт | Тип населённого пункта | Население (чел.) |
| - | ---------------- | ---------------------- | ---------------- |
| 1 | Андрюки          | станица                | ↘2779            |
| 2 | Солёное          | село                   | ↘1353            |